# Камас
Камас (ісп. Camas) — муніципалітет в Іспанії, у складі автономної спільноти Андалусія, у провінції Севілья. Населення — 26 086 осіб (2010).
Муніципалітет розташований на відстані близько 390 км на південний захід від Мадрида, 3 км на захід від Севільї.

## Демографія
Динаміка населення (INE ):

## Галерея зображень

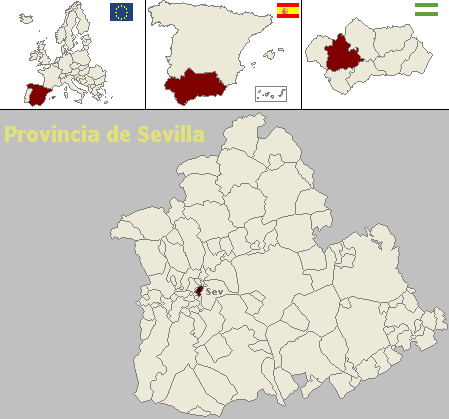
Розташування муніципалітету Камас у провінції Севілья